# Fußball-Europameisterschaft 2016/Italien
Dieser Artikel behandelt die italienische Nationalmannschaft bei der Fußball-Europameisterschaft 2016 in Frankreich. Für Italien war es die neunte Teilnahme und seit 1996 ist Italien ununterbrochen dabei.

## Qualifikation

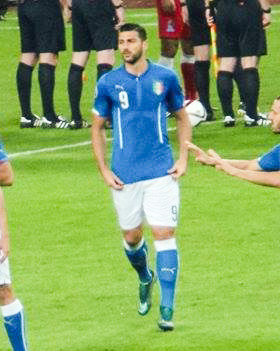
Graziano Pellè, bester Torschütze der Italiener in der Qualifikation, beim Spiel gegen Aserbaidschan am 10. Oktober 2015

Italien absolvierte die Qualifikation zur Europameisterschaft in der Gruppe H. Nach dem Vorrundenaus bei der WM 2014 hatte Antonio Conte, mit dem Italien als Spieler letztmals 2000 das EM-Finale erreicht hatte, den Posten des Nationaltrainers übernommen. Die Italiener gewannen die ersten drei Spiele, erreichten dann aber im Heimspiel gegen die punktgleichen Kroaten nur ein 1:1 und auch in den folgenden Auswärtsspielen in Bulgarien und Kroatien nur eine Punkteteilung. Da beim Spiel der Kroaten gegen Italien aber ein Hakenkreuz in den Rasen eingraviert war, zog die UEFA den Kroaten den Punkt wieder ab. Mit vier Siegen in den folgenden Spielen sicherte sich Italien aber die EM-Teilnahme und den Gruppensieg, insbesondere durch einen Sieg gegen Norwegen im letzten Spiel, das dadurch die EM verpasste. Da die Kroaten zuvor in Norwegen verloren hatten, hatten die Italiener am Ende vier Punkte Vorsprung auf die Kroaten, die sich als Zweiter aber ebenfalls qualifizierten, während die Norweger in den Playoffs der Gruppendritten scheiterten. Dabei kamen die Italiener zu wenig spektakulären Ergebnissen, dreimal gewannen sie mit 1:0 und nur im zweiten Spiel gegen Aserbaidschan schossen sie mehr als zwei Tore. Insgesamt setzte Conte 34 Spieler ein, davon kam nur Matteo Darmian in allen zehn Spielen zum Einsatz. Zehn Spieler konnten sich in die Torschützenliste eintragen, als bester Torschütze Graziano Pellè mit drei Toren, der gleich in seinem ersten Länderspiel und auch im zweiten Spiel gegen Malta den einzigen Treffer erzielte. Ebenfalls drei Tore – alle in einem Spiel – erzielte Giorgio Chiellini, darunter aber ein Eigentor. Neben Pellè, der auch den letzten Treffer in der Qualifikation erzielte, kamen während der Qualifikation noch Roberto Soriano und Éder, der dabei in Bulgarien mit seinem ersten Länderspieltor den Ausgleichstreffer zum 2:2 erzielte, zu ihrem ersten Länderspiel. Dagegen machte Daniele De Rossi im ersten Spiel gegen Kroatien sein 100. und Gianluigi Buffon im zweiten Spiel gegen Bulgarien sein 150. Länderspiel.
In der FIFA-Weltrangliste konnten sich die nach dem WM-Vorrundenaus auf Platz 14 gefallenen Italiener während der Qualifikation nur um einen Platz verbessern.

### Spiele
Alle Resultate aus italienischer Sicht.
| Datum      | Spielort                                   | Gegner        | Ergebnis  | Torschützen                                                                                        |
| ---------- | ------------------------------------------ | ------------- | --------- | -------------------------------------------------------------------------------------------------- |
| 09.09.2014 | Ullevaal-Stadion, Oslo (NOR)               | Norwegen      | 2:0 (1:0) | 1:0 Simone Zaza (16.), 2:0 Leonardo Bonucci (62.)                                                  |
| 10.10.2014 | Stadio Renzo Barbera, Palermo              | Aserbaidschan | 2:1 (1:0) | 1:0, 1:1, 2:1 Giorgio Chiellini (44., 76./Eigentor, 82.)                                           |
| 13.10.2014 | Ta’ Qali-Stadion, Attard (MLT)             | Malta         | 1:0 (1:0) | 1:0 Graziano Pellè (24.)                                                                           |
| 16.11.2014 | Giuseppe-Meazza-Stadion, Mailand           | Kroatien      | 1:1 (1:1) | 1:0 Antonio Candreva (11.), 1:1 Ivan Perišić (15.)                                                 |
| 28.03.2015 | Wassil-Lewski-Nationalstadion, Sofia (BGR) | Bulgarien     | 2:2 (2:2) | 1:0 Jordan Minew (4./Eigentor), 1:1, Iwelin Popow (15.), 1:2 Ilijan Mizanski (17.), 2:2 Éder (84.) |
| 12.06.2015 | Stadion Poljud, Split (HRV)                | Kroatien      | 1:1 (1:1) | 0:1 Mario Mandžukić (11.), 1:1 Antonio Candreva (36./Elfmeter)                                     |
| 03.09.2015 | Stadio Artemio Franchi, Florenz            | Malta         | 1:0 (0:0) | 1:0 Graziano Pellè (69.)                                                                           |
| 06.09.2015 | Stadio Renzo Barbera, Palermo              | Bulgarien     | 1:0 (1:0) | 1:0 Daniele De Rossi (6./Elfmeter)                                                                 |
| 10.10.2015 | Tofiq-Bəhramov-Stadion, Baku (AZE)         | Aserbaidschan | 3:1 (2:1) | 1:0 Éder (11.), 1:1 Dimitrij Nazarov (31.), 2:1 Stephan El Shaarawy (43.), Matteo Darmian (65.)    |
| 13.10.2015 | Stadio Olimpico, Rom                       | Norwegen      | 2:1 (0:1) | 0:1 Alexander Tettey (23.), 1:1 Alessandro Florenzi (73.), Graziano Pellè (82.)                    |

### Tabelle
| Pl.                     | Land          | Sp. | S | U | N | Tore    | Diff. | Punkte |
| ----------------------- | ------------- | --- | - | - | - | ------- | ----- | ------ |
| 1.                      | Italien       | 10  | 7 | 3 | 0 | 016:700 | +9    | 24     |
| 2.                      | Kroatien      | 10  | 6 | 3 | 1 | 020:500 | +15   | 20     |
| 3.                      | Norwegen      | 10  | 6 | 1 | 3 | 013:100 | +3    | 19     |
| 4.                      | Bulgarien     | 10  | 3 | 2 | 5 | 009:120 | −3    | 11     |
| 5.                      | Aserbaidschan | 10  | 1 | 3 | 6 | 007:180 | −11   | 06     |
| 6.                      | Malta         | 10  | 0 | 2 | 8 | 003:160 | −13   | 02     |
| Stand: 13. Oktober 2015 |               |     |   |   |   |         |       |        |

## Vorbereitung
Nach dem Ende der Qualifikation verloren die Italiener am 13. November in Brüssel mit 1:3 gegen den neuen Weltranglisten-Ersten Belgien, wobei auch der Opfer der Katastrophe von Heysel gedacht wurde. Vier Tage später folgte ein 2:2 in Bologna gegen EM-Teilnehmer Rumänien. Am 24. März 2016 wurde in Udine gegen Europameister Spanien ein 1:1 erreicht, bei dem mit Federico Bernardeschi und Jorginho zwei Neulinge zum Einsatz kamen. Fünf Tage später traf Italien in München auf Weltmeister Deutschland und verlor mit 1:4, womit sie erstmals seit 1995 wieder gegen die Deutschen verloren – so hoch wie zuvor nur einmal 1939, als sie mit 2:5 verloren. Dabei fiel das 0:4 durch einen von Mesut Özil verwandelten Foulelfmeter nach einer Notbremse von Torwart Gianluigi Buffon im Strafraum, für die er aber nicht wie im Regelwerk noch vorgesehen die Rote Karte erhielt.
Die Vorbereitung auf die EM begann mit einem Trainingslager vom 18. bis 21. Mai, an dem Spieler, die noch in Pokalfinalen antraten, nicht teilnahmen. Am 23. Mai wurde dann der Kader für die EM bekannt gegeben, die endgültige Spielerliste aber erst am 31. Mai an die UEFA übermittelt.
In der unmittelbaren Vorbereitung auf die Endrunde wurde gegen zwei Mannschaften gespielt, die sich nicht für die Endrunde qualifizieren konnten: Schottland wurde am 29. Mai im Ta’ Qali-Stadion von Malta mit 1:0 und Finnland am 6. Juni in Verona mit 2:0 besiegt. Dabei kam gegen Finnland Stefano Sturaro zu seinem ersten Länderspiel.
Am 15. März 2016 gab der italienische Verband bekannt, dass Nationaltrainer Antonio Conte nach der EM 2016 seinen auslaufenden Vertrag nicht verlängern werde.

## Kader
Am 16. Mai 2016 benannte Nationaltrainer Conte den vorläufigen Kader von 28 Spielern. Nicht berücksichtigt wurden Spieler von Juventus Turin und des AC Mailand, die am 21. Mai das italienische Pokalfinale bestritten. Auch Spieler von Paris Saint-Germain und Manchester United standen aufgrund der Teilnahme am jeweiligen nationalen Pokalfinale nicht zur Verfügung. Marco Benassi, Danilo Cataldi, Armando Izzo, Leonardo Pavoletti, Marco Sportiello, Lorenzo Tonelli und Davide Zappacosta wurden erstmals eingeladen. Fabio Borini und Antonio Mirante wurden zwar von Contes Vorgängern, aber nun erstmals von ihm eingeladen. Am 23. Mai 2016 wurde der vorläufige Kader auf 30 Spieler aufgestockt, wobei zudem einige Spieler durch zuvor noch für ihre Vereine aktive Spieler ersetzt wurden. Der endgültige Kader wurde am 31. Mai benannt.
| Trikot- Nr. | Name                  | Geburtsdatum  | Verein                        | Spiele   | Länderspiel- tore | Debüt    | Letzter Einsatz | EM-Spiele                    | Anzahl der Spiele | Tor      | Gelbe Karte | Gelb-Rote Karte | Rote Karte |
| Torhüter    | Torhüter              | Torhüter      | Torhüter                      | Torhüter | Torhüter          | Torhüter | Torhüter        | Torhüter                     | Torhüter          | Torhüter | Torhüter    | Torhüter        | Torhüter   |
| ----------- | --------------------- | ------------- | ----------------------------- | -------- | ----------------- | -------- | --------------- | ---------------------------- | ----------------- | -------- | ----------- | --------------- | ---------- |
| 01          | Gianluigi Buffon      | 28. Jan. 1978 | Juventus Turin (I (M,P))      | 158      | 0                 | 1997     | 13. Juni 2016   | 3 (2004), 4 (2008), 6 (2012) | 4                 |          | 1           |                 |            |
| 13          | Federico Marchetti    | 7. Feb. 1983  | Lazio Rom (I)                 | 011      | 0                 | 2009     | 15. Okt. 2013   |                              |                   |          |             |                 |            |
| 12          | Salvatore Sirigu      | 12. Jan. 1987 | Paris Saint-Germain (I (M,P)) | 016      | 0                 | 2010     | 6. Juni 2016    | 0 (2012)                     | 1                 |          | 1           |                 |            |
| Abwehr      |                       |               |                               |          |                   |          |                 |                              |                   |          |             |                 |            |
| 15          | Andrea Barzagli       | 8. Mai 1981   | Juventus Turin (I (M, P))     | 057      | 0                 | 2004     | 13. Juni 2016   | 1 (2008), 4 (2012)           | 5                 |          | 1           |                 |            |
| 19          | Leonardo Bonucci      | 1. Mai 1987   | Juventus Turin (I (M, P))     | 058      | 03                | 2010     | 13. Juni 2016   | 6 (2012)                     | 5                 | 1        | 1           |                 |            |
| 03          | Giorgio Chiellini     | 14. Aug. 1984 | Juventus Turin (I (M, P))     | 085      | 06                | 2004     | 13. Juni 2016   | 3 (2008), 5 (2012)           | 4                 | 1        | 1           |                 |            |
| 04          | Matteo Darmian        | 2. Dez. 1989  | Manchester United (I (P))     | 023      | 01                | 2014     | 13. Juni 2016   |                              | 4                 |          |             |                 |            |
| 02          | Mattia De Sciglio     | 20. Okt. 1992 | AC Mailand (I)                | 023      | 0                 | 2013     | 13. Juni 2016   |                              | 4                 |          | 2           |                 |            |
| 05          | Angelo Ogbonna        | 23. Mai 1988  | West Ham United (I)           | 011      | 0                 | 2011     | 6. Juni 2016    | 0 (2012)                     | 1                 |          |             |                 |            |
| Mittelfeld  |                       |               |                               |          |                   |          |                 |                              |                   |          |             |                 |            |
| 21          | Federico Bernardeschi | 16. Feb. 1994 | AC Florenz (I)                | 04       | 0                 | 2016     | 6. Juni 2016    |                              | 1                 |          |             |                 |            |
| 06          | Antonio Candreva      | 28. Feb. 1987 | Lazio Rom (I)                 | 039      | 04                | 2009     | 13. Juni 2016   |                              | 2                 |          |             |                 |            |
| 16          | Daniele De Rossi      | 24. Juli 1983 | AS Rom (I)                    | 104      | 18                | 2004     | 13. Juni 2016   | 3 (2008), 6 (2012)           | 3                 |          | 1           |                 |            |
| 22          | Stephan El Shaarawy   | 27. Okt. 1992 | AS Rom (I)                    | 019      | 03                | 2012     | 6. Juni 2016    |                              | 1                 |          |             |                 |            |
| 08          | Alessandro Florenzi   | 11. März 1991 | AS Rom (I)                    | 016      | 02                | 2012     | 29. Mai 2016    |                              | 4                 |          |             |                 |            |
| 23          | Emanuele Giaccherini  | 5. Mai 1985   | FC Bologna (I)                | 026      | 04                | 2012     | 13. Juni 2016   | 2 (2012)                     | 4                 | 1        | 1           |                 |            |
| 10          | Thiago Motta          | 28. Aug. 1982 | Paris Saint-Germain (I (M,P)) | 027      | 01                | 2011     | 13. Juni 2016   | 5 (2012)                     | 4                 |          | 2           |                 |            |
| 18          | Marco Parolo          | 25. Jan. 1985 | Lazio Rom (I)                 | 021      | 0                 | 2011     | 13. Juni 2016   |                              | 4                 |          | 1           |                 |            |
| 14          | Stefano Sturaro       | 9. März 1993  | Juventus Turin (I (M, P))     | 01       | 0                 | 2016     | 6. Juni 2016    |                              | 3                 |          | 1           |                 |            |
| Angriff     |                       |               |                               |          |                   |          |                 |                              |                   |          |             |                 |            |
| 17          | Éder                  | 15. Nov. 1986 | Inter Mailand (I)             | 011      | 02                | 2015     | 13. Mai 2016    |                              | 4                 | 1        | 1           |                 |            |
| 11          | Ciro Immobile         | 20. Feb. 1990 | FC Turin (I)                  | 014      | 01                | 2014     | 13. Juni 2016   |                              | 2                 |          |             |                 |            |
| 20          | Lorenzo Insigne       | 4. Juni 1991  | SSC Neapel (I)                | 09       | 02                | 2012     | 29. Mai 2016    |                              | 3                 |          | 1           |                 |            |
| 09          | Graziano Pellè        | 15. Juli 1985 | FC Southampton (I)            | 014      | 06                | 2014     | 13. Juni 2016   |                              | 4                 | 2        | 2           |                 |            |
| 07          | Simone Zaza           | 25. Juni 1991 | Juventus Turin (I (M, P))     | 011      | 01                | 2014     | 6. Juni 2016    |                              | 3                 |          | 1           |                 |            |
| Trainer     |                       |               |                               |          |                   |          |                 |                              |                   |          |             |                 |            |
|             | Antonio Conte         | 31. Juli 1969 |                               | 20       | 2                 | 2014     |                 | 3 (2000)                     | 1                 |          |             |                 |            |

### Spieler, die nur im provisorischen Kader standen
| Position   | Name                 | Geburtsdatum  | Verein                    | Spiele | Länderspiel- tore | Debüt | Letzter Einsatz | EM-Spiele |
| ---------- | -------------------- | ------------- | ------------------------- | ------ | ----------------- | ----- | --------------- | --------- |
| Tor        | Antonio Mirante      | 8. Juli 1983  | FC Bologna (I)            | 0      | 0                 |       |                 |           |
| Tor        | Marco Sportiello     | 10. Mai 1992  | Atalanta Bergamo (I)      | 0      | 0                 |       |                 |           |
| Abwehr     | Francesco Acerbi     | 10. Feb. 1988 | US Sassuolo Calcio (I)    | 02     | 0                 | 2014  | 29. März 2016   |           |
| Abwehr     | Davide Astori        | 7. Jan. 1987  | AC Florenz (I)            | 011    | 01                | 2011  | 24. März 2016   |           |
| Abwehr     | Lorenzo De Silvestri | 23. Mai 1988  | Sampdoria Genua (I)       | 06     | 0                 | 2010  | 29. März 2016   |           |
| Abwehr     | Armando Izzo         | 2. März 1992  | CFC Genua (I)             | 0      | 0                 |       |                 |           |
| Abwehr     | Lorenzo Tonelli      | 17. Jan. 1990 | FC Empoli (I)             | 0      | 0                 |       |                 |           |
| Abwehr     | Daniele Rugani       | 29. Juli 1994 | Juventus Turin (I (M, P)) | 000    | 0                 |       |                 |           |
| Abwehr     | Davide Zappacosta    | 11. Juni 1992 | FC Turin (I)              | 000    | 0                 |       |                 |           |
| Mittelfeld | Marco Benassi        | 8. Sep. 1994  | FC Turin (I)              | 0      | 0                 |       |                 |           |
| Mittelfeld | Giacomo Bonaventura  | 22. Aug. 1989 | AC Mailand (I)            | 03     | 0                 | 2013  | 29. Mai 2016    |           |
| Mittelfeld | Danilo Cataldi       | 6. Aug. 1994  | Lazio Rom (I)             | 0      | 0                 |       |                 |           |
| Mittelfeld | Jorginho             | 20. Dez. 1991 | SSC Neapel (I)            | 02     | 0                 | 2016  | 29. Mai 2016    |           |
| Mittelfeld | Riccardo Montolivo   | 18. Jan. 1985 | AC Mailand (I)            | 062    | 02                | 2007  | 29. März 2016   | 4 (2012)  |
| Mittelfeld | Roberto Soriano      | 8. Feb. 1991  | Sampdoria Genua (I)       | 08     | 0                 | 2014  | 17. Nov. 2015   |           |
| Angriff    | Fabio Borini         | 29. März 1991 | AFC Sunderland (I)        | 01     | 0                 | 2012  | 29. Feb. 2012   | 0 (2012)  |
| Angriff    | Leonardo Pavoletti   | 26. Nov. 1988 | CFC Genua (I)             | 0      | 0                 |       |                 |           |

1. 1 2  Ligastatus 2015/16 in Klammern, M = Meister, P = Pokalsieger
2. 1 2  Stand: 13. Juni 2016
3. ↑  Stand: Vor der EM
4. 1 2 3  Als Spieler
5. 1 2  Stand: 29. Mai 2016

## Endrunde
Bei der am 12. Dezember 2015 stattgefundenen Auslosung der sechs Endrundengruppen war Italien nur in Topf 2 gesetzt, so dass die Gefahr bestand, dass sie bereits in der Gruppenphase auf Gastgeber Frankreich, Titelverteidiger Spanien oder Weltmeister Deutschland treffen würden. Letztlich wurden sie der Gruppe E mit dem neuen Weltranglistenführenden Belgien zugelost, gegen den sie einen Monat vor der Auslosung ein Freundschaftsspiel mit 1:3 verloren hatten. Als weitere Gegner wurden Irland und Schweden zugelost, sodass diese Gruppe als ausgeglichenste angesehen wurde. Gegen alle drei hat Italien eine positive Bilanz. Gegen Belgien gab es in zuvor 21 Spielen 13 Siege sowie je vier Remis und Niederlagen. Beide trafen auch 2000 in der Gruppenphase aufeinander und Italien gewann in Belgien mit 2:0 und zog im weiteren Verlauf ins Endspiel ein. Zwanzig Jahre zuvor verbauten die Belgier dagegen den Italienern bei deren Heim-EM den Einzug ins Finale, das sie stattdessen erreichten. Beide verloren dann aber in den Endspielen und die jeweiligen Gegner (Deutschland bzw. Frankreich) wurden zum zweiten Mal Europameister. Gegen Irland spielten die Italiener auch bei der letzten EM das letzte Gruppenspiel und gewannen gegen die damals noch von Giovanni Trapattoni trainierten Iren mit 2:0. Ein Jahr zuvor hatten sie in Belgien dagegen ein Freundschaftsspiel gegen Irland mit 0:2 verloren. Es war die zweite Niederlage gegen die Iren in 13 Spielen – achtmal gewannen die Italiener, drei Spiele endeten remis. Gegen die Schweden gab es in zuvor 22 Spielen zehn Siege sowie je sechs Remis und Niederlagen, die letzte im Juni 1998, im letzten Testspiel vor der WM 1998. Beide trafen bereits 2000 und 2004 in der Gruppenphase aufeinander, wobei jeweils die eine oder andere Mannschaft die K.-o.-Runde erreichte.
Im ersten Gruppenspiel gegen leicht favorisierte Belgier zeigten sie ihre bisher beste Leistung bei der EM und gewannen mit 2:0. Nach einem 1:0 gegen Schweden standen sie als erster Gruppensieger fest und schonten dann gegen Irland, das gewinnen musste um die K.-o.-Runde zu erreichen, einige Stammspieler. Bis zur 85. Minute hielten sie das 0:0, mussten dann noch ein Gegentor hinnehmen. Schon vorher stand fest, dass es im Achtelfinale zur Finalrevanche gegen Spanien kommt, gegen das sie eine ausgeglichene Bilanz mit je 10 Siegen und Niederlagen, bei 14 Remis haben, aber nur zwei Pflichtspiele verloren. Den letzten Sieg gegen die Spanier gab es am 10. August 2011 in einem Freundschaftsspiel, den letzten Sieg in einem Pflichtspiel im Viertelfinale der WM 1994. Beide treffen auch in der Qualifikation für die WM 2018 wieder aufeinander. Es ist die insgesamt sechste Begegnung bei Europameisterschaften – keine Paarung gab es öfter. Mit einer offensiven Strategie konnten die Italiener das Kurzpassspiel der Spanier verhindern und gingen nach einem Freistoß, den der spanische Torhüter nur nach vorne abwehren konnte, durch Abwehrchef Giorgio Chiellini in der 33. Minute in Führung. Auch danach hatten die Italiener die besseren Torchancen. Erst in der zweiten Halbzeit, als die Italiener ihrem hohen Aufwand Tribut zollen mussten, kamen die Iberer besser ins Spiel und ihrerseits zu Torchancen. Davon konnten sie aber keine nutzen und in der Nachspielzeit konnte Graziano Pellè noch auf 2:0 erhöhen. Im Viertelfinale trafen die Italiener auf Weltmeister Deutschland und mussten dabei auf den gesperrten Thiago Motta und den verletzten Daniele De Rossi verzichten. In einem ausgeglichenen Spiel mit mehr Ballbesitz für die deutsche Mannschaft, gerieten die Italiener in der 65. Minute in Rückstand, konnten aber 13 Minuten später durch einen von Leonardo Bonucci verwandelten Handelfmeter ausgleichen. Da dann weder in der regulären Spielzeit noch in der Verlängerung weitere Tore fielen, kam es zum Elfmeterschießen. Für die Italiener war es das fünfte Elfmeterschießen bei Europameisterschaften, womit sie in dieser Beziehung nun alleiniger Rekordhalter sind. Aber erstmals konnten vier Italiener nicht verwandeln und so schied Italien aus, obwohl auch erstmals drei deutsche Spieler nicht verwandeln konnten. Durch die EM-Spiele verbesserte sich Italien in der FIFA-Weltrangliste um zwei Plätze.

### Gruppenspiele
| Pl. | Land     | Sp. | S | U | N | Tore    | Diff. | Punkte |
| --- | -------- | --- | - | - | - | ------- | ----- | ------ |
| 1.  | Italien  | 3   | 2 | 0 | 1 | 003:100 | +2    | 06     |
| 2.  | Belgien  | 3   | 2 | 0 | 1 | 004:200 | +2    | 06     |
| 3.  | Irland   | 3   | 1 | 1 | 1 | 002:400 | −2    | 04     |
| 4.  | Schweden | 3   | 0 | 1 | 2 | 001:300 | −2    | 01     |

|                                                              |   |          |           |
| Mo., 13. Juni 2016 um 21:00 Uhr in Décines-Charpieu (Lyon)   |   |          |           |
| Belgien                                                      | – | Italien  | 0:2 (0:1) |
| Fr., 17. Juni 2016 um 15:00 Uhr in Toulouse                  |   |          |           |
| Italien                                                      | – | Schweden | 1:0 (0:0) |
| Mi., 22. Juni 2016 um 21:00 Uhr in Villeneuve-d’Ascq (Lille) |   |          |           |
| Italien                                                      | – | Irland   | 0:1 (0:0) |

### K.-o.-Runde
|                                                             |   |         |                                 |
| Achtelfinale Mo., 27. Juni 2016 um 18:00 Uhr in Saint-Denis |   |         |                                 |
| Italien                                                     | – | Spanien | 2:0 (1:0)                       |
| Viertelfinale Sa., 2. Juli 2016 um 21:00 Uhr in Bordeaux    |   |         |                                 |
| Deutschland                                                 | – | Italien | 1:1 n. V. (1:1, 0:0), 6:5 i. E. |